# Arnold Schlader
Arnold „Arno“ Schlader (* 13. Mai 1944 in Jülich; † 14. Juni 2010) war ein deutscher Maler, Keramiker und Pädagoge.

## Leben
Schlader besuchte die Volksschule in Jülich. Sein Abitur machte er 1965 am Gymnasium Haus Overbach. Danach studierte er bis 1968 Pädagogik an der RWTH Aachen und von 1975 bis 1981 die zeichnerische Auseinandersetzung mit Natur und Akt sowie Gestalten mit Ton. 
Er war ehrenamtlicher Dozent an der Kunstakademie in Heimbach (Eifel), die er mitbegründete. Außerdem unterrichtete er an der Kunstakademie Bad Reichenhall. 
Bis zu seiner Pensionierung lehrte er von 1968 bis 2007 die Fächer Kunst, Mathematik und Technik an der Hauptschule in Linnich. Er arbeitete als Keramiker und Allround-Künstler in seinem 1980 gegründeten Atelier in Koslar, welches er de Nickel-Schuppen nannte. Dort betrieb er auch eine Galerie, so dass andere Künstler dort ihre Werke ausstellen konnten. Schladers Tonskulpturen stehen im gesamten Kreis Düren. Seit 1997 arbeitete er eng mit Otmar Alt zusammen. 
Seine wichtigste Aufgabe sah er darin, Kinder und Jugendliche an die Kunst heranzuführen. Für seine Arbeiten und Initiativen erhielt er im Jahre 2006 die Verdienstmedaille der Bundesrepublik Deutschland.

## Ausstellungskataloge
- Der Hofstaat und andere Unzulänglichkeiten. [Text: Otmar Alt], Deutsches Glasmalerei-Museum (Hrsg.), Linnich 2003. ISBN 3-980-60455-1
- Männlich – weiblich. Bilder – Schmuck – Keramik. Ausstellung anlässlich der 10-jährigen Zusammenarbeit von Otmar Alt mit Anja und Arno Schlader. De Nickel-Schuppen. [Text: Frank Günter Zehnder; Ill.: Otmar Alt], Hamm-Norddinker, 2007.